# Phaonia hybrida
Phaonia hybrida este o specie de muște din genul Phaonia, familia Muscidae. A fost descrisă pentru prima dată de Johann Andreas Schnabl în anul 1888. Conform Catalogue of Life specia Phaonia hybrida nu are subspecii cunoscute.